# Nonnenmattweiher
Der Nonnenmattweiher ist ein mittels Damm aufgestauter See mit einer Moor- bzw. Torfinsel und ein ihn und seine Umgebung umfassendes namensgleiches Naturschutzgebiet im Südschwarzwald und Naturraum Hochschwarzwald in Baden-Württemberg.

## Name
Der Name des Sees geht auf die früher gebräuchliche Bezeichnung für zur Mast vorgesehene Kühe – sogenannte Nonnen oder Nunnen zurück. Sie wurden früher auf den Matten (im Alemannischen für Wiese) des Karbodens geweidet. Später vermutete der Volksmund ein Nonnenkloster als Namensgeber, welches der Sage nach durch ein Gottesgericht im See versunken sei.

## Geographie
Der Weiher und das Naturschutzgebiet liegen in der Nähe von Heubronn, Ortsteil von Neuenweg (Gemeinde Kleines Wiesental), im Südschwarzwald in Baden-Württemberg. Weitere nahe gelegene Ortschaften sind Badenweiler und Münstertal. Das Gebiet befindet sich südlich der Landstraße 131 wenige Kilometer östlich des Sirnitzpasses.
Der See liegt in den Osthängen des Köhlgartenmassivs in etwa 915 m ü. NHN und ist fast 325 m lang, 200 m breit und bis zu 7 m tief. (3,8 ha) Der – ohne seine große Insel im Süden – 3,1 ha  große See wird vom auf dem westlichen liegenden Heubronner Hang entspringenden Weiherbach ostwärts durchlaufen, der über den (Heubronner) Klemmbach, die Belchenwiese und die Kleine Wiese zur Wiese entwässert.

## Entwicklungsgeschichte
Der Nonnenmattweiher ist ursprünglich als Karsee durch einen Gletscher (Wiesentalgletscher) in der Eiszeit entstanden, war aber wohl schon im Mittelalter verlandet und von einem Hochmoor und anmoorigen Weiden eingenommen. Der Aufstau im Jahre 1758 erfolgte durch den Lörracher Landvogt von Wallbrunn und diente anfangs der Forellen- und Karpfenzucht, zu diesem ließ er den Weiher mit Fischen besetzen. Da aber mit dem Aufstau das überflutete Moor abriss und aufschwamm (durch Gaskavernenbildungen infolge von Gärungsprozessen im Moorgefüge), war ein Befischen kaum möglich. Am 1. März 1922 hielt der regendurchweichte Damm dem Wasserdruck nicht stand, und die hinabstürzende Flut verwüstete die Ufer bis ins Kleine Wiesental mit Bürchau. Das Seebecken lag nun trocken bis zur Wiedererrichtung des Damms Anfang der 1930er Jahre. Anfang Juni 1934 feierte man die „Einweihung“ des neu und noch 2 Meter höher als vorher aufgestauten Gewässers. Das Moor schwamm wiederum und noch großflächiger auf. Bis heute bildet es eine schwimmende Torfinsel, ein Phänomen, wie es auch der Huzenbacher See im Nordschwarzwald und der Kleine Arbersee im Böhmerwald zeigt.
Im Jahr 2004 geriet das Gebiet in die Schlagzeilen, als eine von vielen Naturfreunden als unsensibel eingestufte Baumfällaktion den Charakter des Kares stark veränderte. Im Jahre 2007 fanden weitere Fällungen und Eingriffe in das Schutzgebiet statt. Im Juli 2018 brach ein 35 Quadratmeter großes Stück der Torfinsel ab und trieb auf den Ablauf des Weihers zu, den es zu verstopfen drohte. Im Oktober wurde das abgebrochene Stück wieder an die Torfinsel gezogen und mit dieser verbunden.

## Schutzgebiete

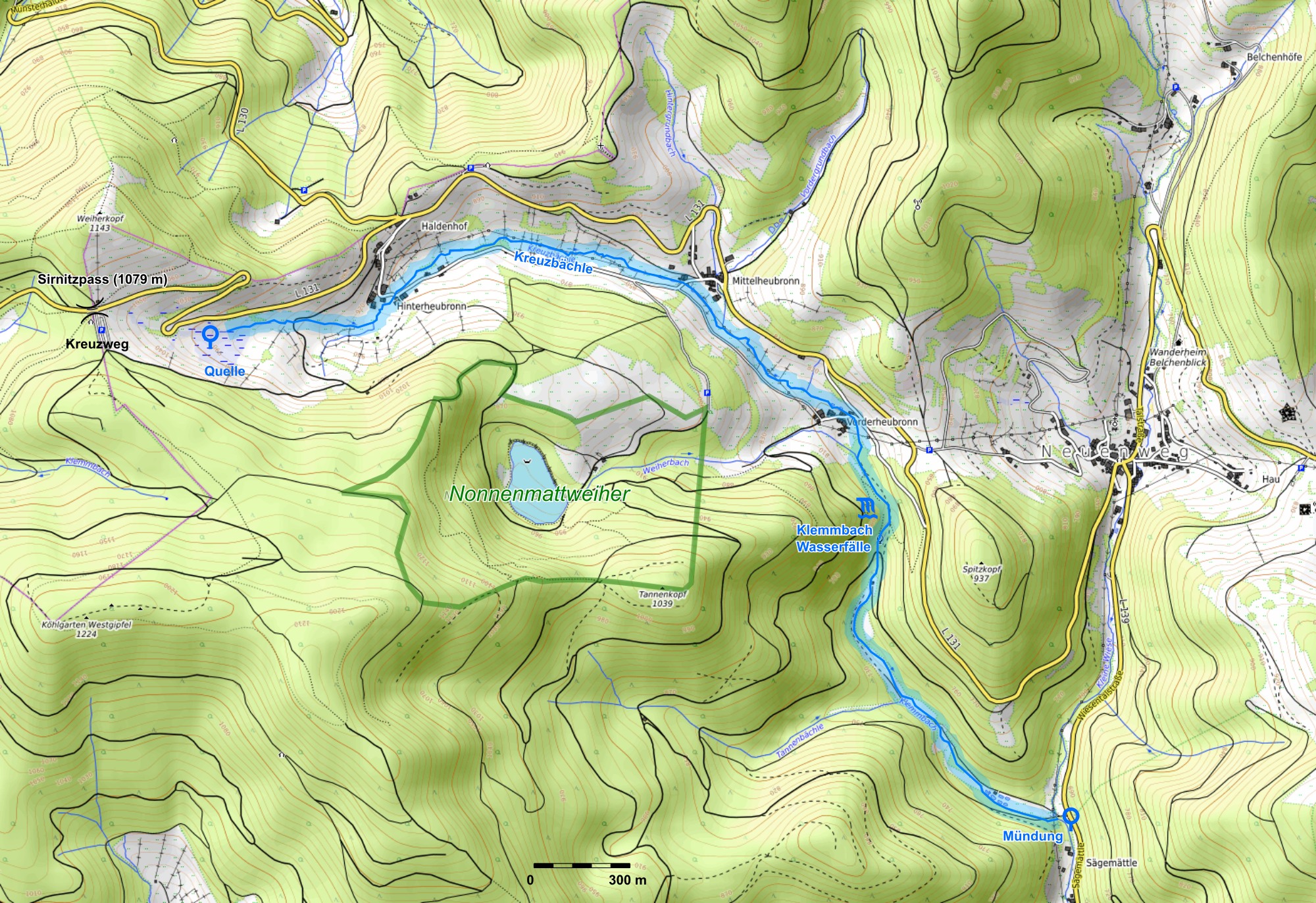
Topographische Karte des Landschaftsschutzgebietes Nonnenmattweiher und des Klemmbachs

### Landschaftsschutzgebiet
Am 20. Januar 1941 wurde das Gebiet als Landschaftsschutzgebiet ausgewiesen. Nach Ausweisung des Naturschutzgebietes ist eine kleine Restfläche von rund 2,8 Hektar immer noch Landschaftsschutzgebiet.

### Naturschutzgebiet
Durch Verordnung des Regierungspräsidiums Freiburg vom 31. Juli 1987 wurde der Nonnenmattweiher auf einer Fläche von 70,8 Hektar als Naturschutzgebiet (Schutzgebietsnummer 3.161) ausgewiesen. Es ist in die IUCN-Kategorie IV eingeordnet. Der CDDA-Code lautet 164836 und entspricht zugleich der WDPA-ID.
Der Schutzzweck ist die Erhaltung des Gebiets als besonders schön ausgebildetes Kar mit hohen Felswänden, dem Nonnenmattweiher als Karsee und vorgelagerten Moränenwällen und als Lebensraum für zahlreiche seltene und gefährdete Tier- und Pflanzenarten in verschiedenen, teilweise für diesen Naturraum einzigartigen Lebensgemeinschaften.

## Vegetation
Um und auf dem See finden sich zahlreiche seltene Pflanzen. Es kommen die Arten Quendelblättrige Kreuzblume und Arnika vor, die in Deutschland auf der Roten Liste gefährdeter Arten stehen. Eine Besonderheit ist die auf dem Wasser schwimmende Torfinsel, die eine Vegetation von Flach- und Übergangsmooren aufweist. Das Betreten der Insel ist untersagt.
Die nördliche Hälfte des Sees ist zum Baden durch eine Barriere aus schwimmenden Baumstämmen von dem Südteil mit Torfinsel abgegrenzt.